# Ali Mitgutsch
Ali Mitgutsch (* 21. August 1935 in München, gebürtig Alfons Mitgutsch; † 10. Januar 2022 ebenda) war ein deutscher Bilderbuchautor, Illustrator und Maler. Der gelernte Werbegrafiker gilt als der Vater der Wimmelbilderbücher.

## Leben
Als Kind wurde Mitgutsch mit seiner Familie vor alliierten Fliegerangriffen in das Allgäu evakuiert. Mitgutsch, der unter Legasthenie litt, bezeichnete sich später in einem Interview mit dem Stern als Schulversager, der oft verprügelt wurde. Nach Kriegsende kehrte er nach München zurück. Er machte eine Ausbildung zum Lithografen, die er jedoch abbrach, und studierte später an der Akademie für das Graphische Gewerbe in München.
Inspiriert wurde Mitgutsch durch Dioramen, die er als Kind auf Wallfahrten mit seiner Mutter bewunderte. Der Kinderpsychologe Kurt Seelmann, Direktor des Münchner Stadtjugendamts, gab ihm in den 1960er Jahren den Anstoß, Kinderbücher zu malen, „auf deren Bildern ganz viel drauf ist“. Mitgutsch wurde durch diese Wimmelbücher bekannt und sein Stil häufig kopiert. Jede Doppelseite eines Buches zeigt viele kleine Alltagsszenen. Als eine Art Running Gag malte Mitgutsch bisweilen einen nackten Jungen oder Manneken Pis, der ungeniert sein Wasser lässt. Getestet wurden die Zeichnungen von seinen drei Kindern, denen er sie anfangs immer zeigte.
Rundherum in meiner Stadt (1968) gilt als das erste Wimmelbuch im deutschsprachigen Raum. Ab dem Jahr 2007 konzentrierte Mitgutsch sich auf das Schaffen von kleinen gerahmten Bühnen, die er „Traumkästen“ nannte.
Mitgutsch lebte in seiner Geburtsstadt München, aus der die Inspirationen für die Wimmelbücher stammen. 2017 zog er sich aus der Öffentlichkeit zurück. Sein Sohn Florian Mitgutsch ist ebenfalls als Illustrator und Designer tätig.

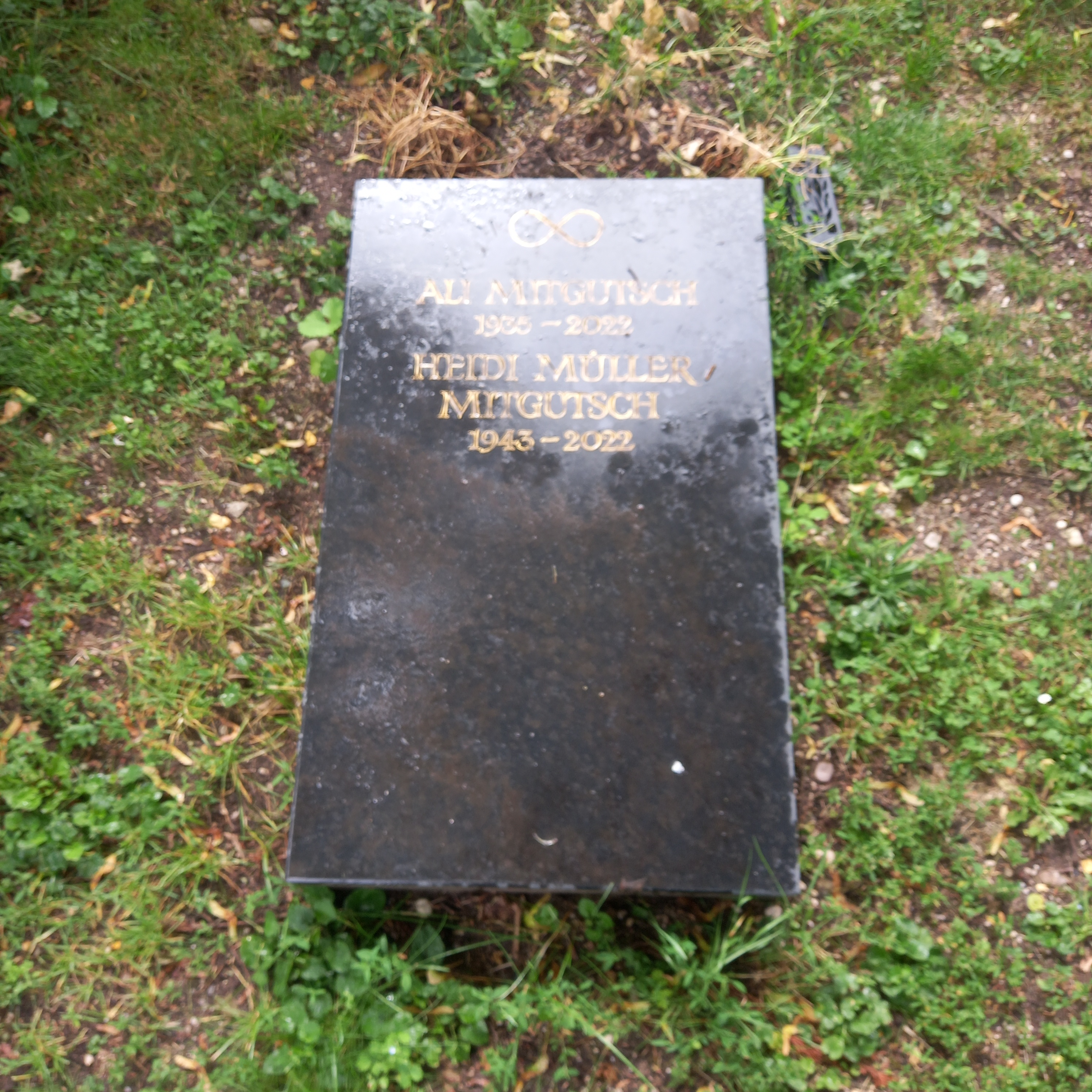
Das Grab von Ali Mitgutsch und seiner Ehefrau Heidi geborene Müller auf dem Nordfriedhof (München)

Anlässlich seines 75. Geburtstags meinte eine Würdigung in der taz, Mitgutschs Bilder seien „trotz der ganzen Naivität frecher und anarchischer“ als jene so mancher späterer Zeichner, deren Wimmelbilder „viel rationaler und aufgeräumter daherkommen“. Kinder wie Erwachsene dürften sich bei Mitgutsch „auch mal danebenbenehmen“, und Mitgutsch wurde zitiert mit den Worten: „Ich bin ein hoffnungsvoller Mensch, auch wenn es nicht immer einen Grund dazu gibt.“
Am 10. Januar 2022 starb Ali Mitgutsch im Alter von 86 Jahren in München an den Folgen einer Lungenentzündung.

## Auszeichnungen
- 1960 Nominierung für den Deutschen Jugendbuchpreis für Pepes Hut
- 1961 Nominierung für den Deutschen Jugendbuchpreis für Ulus abenteuerliche Reise zum Nordlicht
- 1962 Nominierung für den Deutschen Jugendbuchpreis für Nico findet einen Schatz
- 1969 Deutscher Jugendbuchpreis für das Bilderbuch Rundherum in meiner Stadt
- 1971 Nominierung für den Deutschen Jugendbuchpreis für Bei uns im Dorf
- 1972 Nominierung für den Deutschen Jugendbuchpreis für Komm mit ans Wasser
- 1978 Ehrenliste Hans Christian Andersen-Preis für Rund ums Schiff
- 2003 Schwabinger Kunstpreis[10]
- 2016 Ernst-Hoferichter-Preis[11]
- 2018 Verdienstkreuz am Bande der Bundesrepublik Deutschland für ein neues Genre und „einen unverkennbaren Illustrationsstil“[12]
- 2019 Oberbayerischer Kulturpreis

## Werk
- mit Ingmar Gregorzewski: Herzanzünder: Mein Leben als Kind. Deutscher Taschenbuch Verlag, München 2015, ISBN 978-3-423-28057-0.

Bilderbücher (Auswahl)
- Pepes Hut. 1959.
- Ulus abenteuerliche Reise. Münchener Bilderbuch Verlag, 1960.
- Nico findet einen Schatz. 1961.
- Der Kraxenflori. 1963. (erzählt nach den „Erinnerungen eines alten Malers“ von Reinhard Sebastian Zimmermann)
- Rundherum in meiner Stadt. 1968. (Deutscher Jugendbuchpreis 1969)
- Bei uns im Dorf. 1970.
- Komm mit ans Wasser. 1971.
- Vom Baum zum Tisch 1971, ISBN 3-87137-566-7.
- Vom Korn zum Brot, 1971, ISBN 3-87137-745-7.
- Vom Sand zum Glas 1972, ISBN 3-87137-592-6.
- Auf dem Lande.
- Rund ums Rad. 1975.
- Vom Kakao zur Schokolade. 1975, ISBN 3-87137-640-X.
- Vom Obst zur Marmelade. 1976, ISBN 3-87137-668-1.
- Rund ums Schiff. 1977.
- Hier in den Bergen. 1979.
- Was wimmelt denn da.
- Die Hexe und die sieben Fexe.
- Unsere große Stadt. 1988.
- Ritterbuch.
- Engel in der Werkstatt.
- Aufbruch der Weihnachtsmänner.
- Mein schönstes Wimmelbilderbuch.
- Das große Piraten-Wimmelbuch.
- Alle spielen mit.
- Mein riesengroßes Piraten-Wimmelbuch. Ravensburger Verlag 2005, ISBN 3-473-31224-X.
- Mein riesengroßes Wimmel-Suchbuch. Ravensburger Verlag 2009, ISBN 978-3-473-32598-6.
- Fizzel baut eine Burg. Otto Maier, Ravensburg, 1992, Reihe Kleine Ravensburger, ISBN 978-3-473-33161-1.
- Vom Erz zum Löffel. Boje Verlag, Köln 2006, ISBN 3-414-82102-8.